# Småtjärnarna (Umeå socken, Västerbotten)
Småtjärnarna är en sjö i Umeå kommun i Västerbotten och ingår i Sävaråns huvudavrinningsområde.